# Tylophora ramosii
Tylophora ramosii är en oleanderväxtart som beskrevs av Rudolf Schlechter. Tylophora ramosii ingår i släktet Tylophora och familjen oleanderväxter. Inga underarter finns listade i Catalogue of Life.